# NGC 195
NGC 195 est une galaxie spirale barrée entourée d'un anneau et située dans la constellation de la Baleine. NGC 195 a été découverte par l'astronome allemand Wilhelm Tempel en 1876.

## Caractéristiques
Sa vitesse par rapport au fond diffus cosmologique est de 4 564 ± 23 km/s, ce qui correspond à une distance de Hubble de 67,3 ± 4,7 Mpc (∼220 millions d'al).
À ce jour, trois mesures non basées sur le décalage vers le rouge (redshift) donnent une distance de 64,133 ± 2,613 Mpc (∼209 millions d'al), ce qui est à l'intérieur des valeurs de la distance de Hubble.
La classe de luminosité de NGC 195 est I et elle présente une large raie HI. De plus, elle renferme des régions d'hydrogène ionisé.